# Cüneyt Baykan
Cüneyt Baykan (* 2. Januar 1991) ist ein türkischer Eishockeyspieler, der seit 2014 für den İzmir Büyükşehir Belediyesi SK in der türkischen Superliga spielt.

## Karriere
Cüneyt Baykan begann seine Karriere beim Kocaeli Büyükşehir Belediyesi Kağıt SK, für den er als 17-Jähriger 2008 in der türkischen Superliga debütierte. 2009 und 2012 wurde er mit der Mannschaft türkischer Vizemeister. 2013 wechselte er für eine Saison zum Zweitligisten Buz Korsanlar. Seit 2014 spielt er mit dem İzmir Büyükşehir Belediyesi SK erneut in der Superliga und gewann 2016 erneut die Vizemeisterschaft.

### International
Für die Türkei nahm Baykan im Juniorenbereich in der Division III an den U18-Weltmeisterschaften 2007, 2008 und 2009 sowie den U20-Weltmeisterschaften 2008, 2010, als er bester Vorbereiter und gemeinsam mit dem Isländer Matthias Sigurðarson auch Topscorer des Turniers war, und 2011 teil.
Mit der Herren-Nationalmannschaft spielte er bei den Weltmeisterschaften der Division III 2009 und 2011 sowie der Division II 2010.

## Erfolge und Auszeichnungen
- 2009 Aufstieg in die Division II bei der Weltmeisterschaft der Division III
- 2010 Topscorer und bester Torvorbereiter bei der U20-Weltmeisterschaft der Division III